# Шарль, Ипполит
Луи Ипполит Шарль (фр. Louis Hippolyte Charles; 5 июля 1772, Роман-сюр-Изер — 8 марта 1837, Пейрен) — доброволец французской армии, более всего известный тем, что стал любовником Жозефины Бонапарт вскоре после её свадьбы с Наполеоном Бонапартом.

## Биография
Ипполит Шарль родился в Роман-сюр-Изере в 1773 году в семье портного. В 19 лет записался добровольцем во французскую армию. В 1796 году, когда Наполеон Бонапарт одерживал свои первые победы в Италии, Ипполит Шарль, будучи лейтенантом гусарского полка и заместителем генерала Леклерка, зятя Бонапарта, впервые встретился в Париже с Жозефиной. Они почти сразу начали любовную интригу, хотя она была на девять лет старше его. Ипполит Шарль был южанин, который компенсировал свой невысокий рост очень красивым лицом с длинными чёрными усами и бакенбардами и смуглой кожей. По словам герцогини д’Абрантес, «Шарль постоянно каламбурил и вёл себя как шут», но добавляла, что «он был из тех, кого называют странным мальчиком; он заставлял людей смеяться, и невозможно было найти более забавного человека». В отличие от Наполеона, Шарль вёл себя беззаботно и раскованно. С ним Жозефина могла расслабиться, пошутить и даже обсудить такие вопросы, как мода, в которой Шарль очень хорошо разбирался. При этом считается, что Ипполит Шарль был не единственным любовником Жозефины.
24 июня 1796 года Жозефина решила присоединиться к Наполеону, и прибыла в сопровождении своего любовника Ипполита, её зятя Жозефа Бонапарта и полковника Жюно. 13 июля она встретилась с Наполеоном у ворот Милана. Однако вскоре она продолжила свой роман с Ипполитом по дороге в Париж. Ходят слухи, что любовники были вовлечены в некие незаконные деловые отношения. Недавно получивший повышение по службе капитан, обогатившись за счёт этих сомнительных деловых операций, смог покинуть армию.
17 марта 1798 года их связь была открыта Наполеону, что привело его в ярость. Однако Жозефина смогла успокоить его и убедить, что слухи не соответствуют действительности. В июле 1798 года, когда Бонапарт был в Египте, ему снова сообщили об изменах жены. Он написал своему брату Жозефу, чтобы тот подготовил документы для развода. Письмо Бонапарта было перехвачено адмиралом Нельсоном, и потеря французского флота помешала переписке. Узнав о высадке Наполеона в Фрежюсе, Жозефина бросилась к нему, чтобы отговорить его от развода. Ей это удалось; Наполеон простил Жозефину после того, как она пообещала положить конец этому роману. 
В ноябре 1804 года Ипполит Шарль купил у Франсуа-Дени Куртилье поместье Кассан. Ходили слухи, что источником средств для этой покупки послужили его сомнительные деловые отношения с Жозефиной. В 1808 году во время Пиренейской войны Ипполит Шарль отправился в Испанию. Путешествие значительно увеличило его состояние, поскольку он смог приобрести у испанского офицера и французских солдат награбленные ценности, многие из которых ранее были вывезены из Южной Америки после завоевания империи инков.
В 1828 году Ипполит Шарль продал поместье Кассан Жаку-Оноре Рекаппе, бывшему нотариусу и генеральному советнику региона Сена и Уаза. Он решил уехать на родину, где купил ещё более дорогой замок в Женисье в Дроме. Там он и умер 8 марта 1837 года.

## В литературе
Ипполит Шарль послужил прототипом для вымышленного генерала графа Монкорне в романе «Крестьяне» Оноре де Бальзака. Этот же персонаж появляется и в романе Бальзака «Провинциальная муза» (из цикла «Сцены деревенской жизни»), где Монкорне участвует в Пиренейской войне.